# Вініфред Кертіс

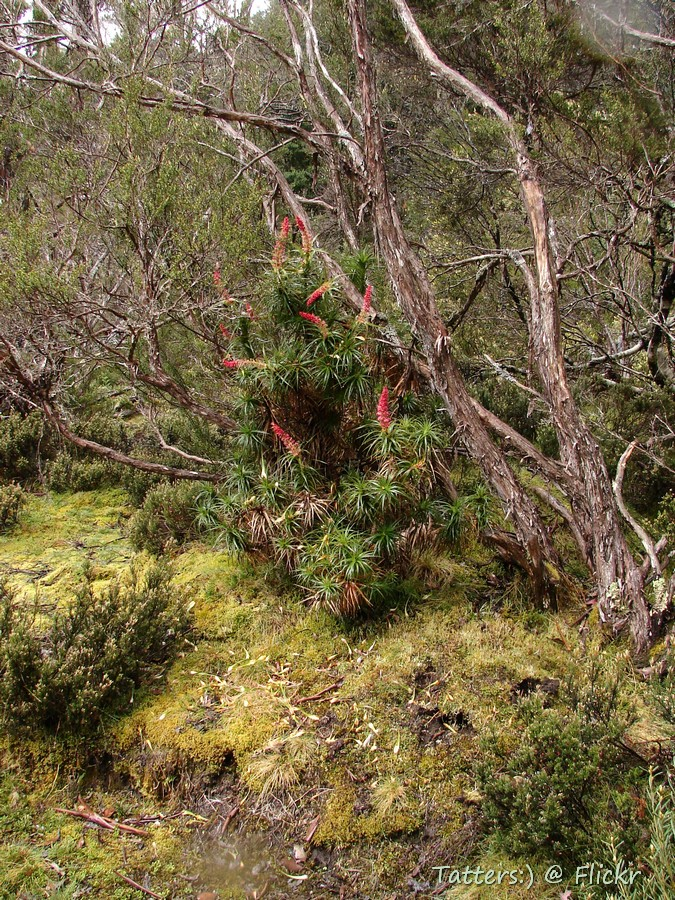
Квітуча Richea × curtisiae

Вініфред Мері Кертіс (англ. Winifred Curtis) — австралійська жінка-ботанік британського походження, авторка наукових робіт, дослідниця-піонерка рослинної ембріології і клітинної біології.

## Біографія
Кертіс народилася 15 червня 1905 року в Лондоні, вона єдина дитина в сім'ї Герберта Джона Кертіса і Елізабет Вініфред Кертіс (уроджена Бейкер). У дитинстві Кертіс разом з батьками кілька років жила в Індії. 1924 року почала навчання в Університетському коледжі Лондона. Будучи обдарованою студенткою, завоювала безліч нагород і стипендій. Закінчила вищу освіту 1927 року і отримала диплом бакалавра з відзнакою за спеціальністю ботаніка. Наступного року провела дослідження рослин Spartinia townsendii і Taraxacum (кульбаба). Згодом в цьому ж вищому навчальному закладі вона отримала ступінь магістра (1939), доктора філософії (1950) і доктора наук (англ. Doctor of Science, 1968). Протягом кількох років вона подорожувала по Європі і викладала в Манчестері і Гемпстеді.
1939 року вона зі своєю сім'єю емігрувала до Австралії, де вона спочатку викладала в приватній школі для дівчаток у Гобарті. Пізніше вона стала працювати на кафедрі біології в Університеті Тасманії і 1945 року взяла участь у створенні кафедри ботаніки. 1943 року вона почала роботу над книгою «The Students' Flora of Tasmania», присвячену рослинам Тасманії. Перший том був опублікований 1956 року, п'ятий і останній том був опублікований 1994 року, більш ніж через 50 років після початку роботи. З початку 1960-х років велика частина цієї книги створювалася в тісному науковому співробітництві з ботаніком Деннісом Івором Моррісом (1924—2005).
У період з 1967 по 1978 рік Вініфред Кертіс написала книгу «Ендемічна флора Тасманії» в шести томах, яка вийшла з ілюстраціями Маргарет Стоунс під егідою лорда Талбота.
Померла 14 жовтня 2005 року в Гобарті.

## Нагороди та визнання
- Пам'ятна медаль Clive Lord Королівського товариства Тасманії (1966)
- Медальйон Австралійської природничої історії (1976)
- Член Ордена Австралії (1977)[6]
- Почесний доктор університету Тасманії (1987)
- Австралійський флористична премія (1988)
- Медаль Мюллера (1994)
- Громадянин року Гобарта (1997)

Рослини, які названі на її честь:
- Richea x curtisiae — A.M.Gray
- Epilobium curtisiae — Raven
- Viola hederacea subsp. curtisiae — L.Adams
- Epacris curtisiae — Jarman
- Winifredia sola — L.A.S.Johnston & B.Briggs